# Bogbinder
En bogbinder er en håndværker, der beskæftiger sig med indbinding af bøger, det indebærer blandt andet at samle de løse sider eller trykark, false, hæfte eller lime dem og forsyne dem med bogomslag og eventuelt smudsomslag.

## Bogbinderi
Bogbinderi betegner dels arbejdet at indbinde bøger − håndværket − dels de værksteder hvor det udføres.
Indtil begyndelsen af 1800-tallet var den håndindbundne bog eller privatbindet almindelig, men i løbet af århundredet vandt den industrielt indbundne bog frem med forlagsbindet.
Det har mindsket efterspørgslen efter den privat indbundne bog, som fremstilles til den enkelte kunde efter dennes ønske om bogens udstyr. Resultatet af denne udvikling været et mindsket behov for den traditionelle bogbinder og haft til følge at den traditionelle bogbinderuddannelse i Danmark i 2006 blev lagt sammen med grafisk trykker- og serigrafuddannelserne. Senere er der sket yderligere sammenlægninger − se Den Grafiske Højskole og Danmarks Medie- og Journalisthøjskole. Uddannelse til bogbinder må nu tilrettelægges individuelt i samarbejde med Teknisk Skole og en læreplads. Bevaringsafdelingen på Det Kongelige Bibliotek har 2012 som den eneste bogbinderlærlinge.
| - Et bogbinderværksted omkring 1880 - Bogbinder med værktøj |